# 佐々木大輔 (プロレスラー)
佐々木 大輔（ささき だいすけ、1985年11月22日 - ）は、日本の男性プロレスラー。DDTプロレスリング所属。東京都練馬区出身。血液型A型。

## 経歴
デビュー前
- 都立石神井高校時代はラグビー部に所属（ポジションは、6番フランカー）。卒業後、父親と同じ大工として働いていたが一年足らずで退職。週刊プロレスでの募集を見て、プロレススクールSUPER CREWの1期生として入学[1]。
- ディック東郷のコーチを受け、プロレスラーに。2005年10月22日、SUPER CREW自主興行の佐藤悠己とのデビュー戦にてジャーマン・スープレックス・ホールドで初勝利[2]。

2006年
- 5月、KAIENTAI-DOJO主催のK-METAL LEAGUEへ出場して活躍[3]。
- 6月、メキシコ修行へ[4]。
- 10月、メキシコシティーコミッションによるプロテストに合格[5]。

2007年
- 6月、アレナ・ナウカルパンにてIWRG 6人タッグのベルトに挑戦も、2-1で敗れた（対戦相手はD・セレブロ＆C・ネグロ＆スイシーダ、パートナーはWRESTLE-1のKAIと大和ヒロシ）。

2008年
- 帰国後、DDTプロレスリングほか、他団体に参戦。国内復帰したイタリアン・フォー・ホースメンの新メンバーに、よく似たレスラー「ササキ・アンド・ガッバーナ」が所属。

2010年
- 8月8日、新木場1stRINGにて、次期KO-D無差別級王座挑戦者決定トーナメントに優勝[6]。
- 8月13日、第13回紅白プロレス合戦で最強の佐藤を決める世界佐藤級選手権に佐々木貴＆佐々木義人と乱入。佐藤光留＆バラモン兄弟組と佐藤家vs佐々木家全面対抗戦を行い、勝利し初代佐々木級王者に認定[7]。
- 8月29日、後楽園ホールにてHARASHIMAの持つKO-D無差別級王座に挑戦するも、敗北[8]。
- 9月29日、第14回紅白プロレス合戦の佐藤家vs佐々木家全面対抗戦パート2で、佐藤光留＆ディック東郷＆佐藤悠己組と佐々木義人＆マンモス佐々木＆バーブ佐々木レフェリーで対戦して敗北し、初代佐々木級王者を返上[9]。
- 11月14日、大阪大会にてアントーニオ本多とKO-Dタッグ王座に挑戦し、越中詩郎＆男色ディーノ組に勝利[10]。

2011年
- 2月20日、船橋大会にて、KO-Dタッグ王座の防衛戦を行い、GENTARO＆ヤス・ウラノ組に敗北[11]。
- 4月8日、新日本プロレスが主催する若手主体の単発興行NEVERの「ベスト・オブ・ザ・スーパージュニア出場決定トーナメント」に参戦し、優勝する[12]。
- 6月、新日本プロレスの「ベスト・オブ・ザ・スーパージュニア」に出場[13][14]。

2012年
- 6月、新日本プロレスの「ベスト・オブ・ザ・スーパージュニア」に2年連続出場[15]。
- 夏頃、初代モンスターアーミーを結成したが、9月19日の新木場1stRINGにて解散。
- 9月30日、後楽園ホールにて、モンスターアーミーを再結成[16]。

2013年
- 1月27日、後楽園ホールにて、KO-D6人タッグ王座へ挑戦し、チーム・ドリーム・フューチャーズに勝利[17]。
- 5月26日、広島大会にて、KO-D6人タッグ王座の防衛戦を行いゴールデン☆らんでぶぅ～に敗北[18]。

2014年
- 1月17日、フリーでレギュラー参戦していたDDTプロレスリング所属選手となることを発表[19]。
- 3月21日、後楽園ホールにて、モンスターアーミーが解散[20]。
- 3月30日、「モテたい」という理由のもと、飯伏幸太とケニー・オメガのゴールデン☆ラヴァーズと結託して、新チームゴールデン☆ストームライダーズを結成[21]。
- 4月12日、春日部大会にて、KO-D6人タッグ王座に挑戦しチーム・ドリーム・フューチャーズに勝利[22]。
- 5月4日、仙台大会にて、KO-D6人タッグ王座の防衛戦を行い、酒呑童子に敗北[23]。
- 12月23日、ケニー・オメガの新日本プロレス移籍による新メンバーオーディションを実施し、DNAの宮武俊が加入[24]。

2015年
- 1月3日、後楽園ホールにて、KO-D6人タッグ王座へ挑戦。墨汁とプロテインを調合するなど、バラモン兄弟なみの狂った行動を見せるも敗北[25]。
- 8月6日、DDTビアーガーデンプロレスでのメインイベントに、WCWの看板スーパースターを彷彿とさせるレスラー「練馬スティング」が乱入[26]。
- 8月23日、両国国技館にて、飯伏とKO-Dタッグ王座へ挑戦し、大日本プロレスの関本大介・岡林裕二組に勝利[27]。
- 9月13日、大阪大会にて、KO-Dタッグ王座の防衛戦を行い、遠藤哲哉＆竹下幸之介組にベトナムドライバーIIで勝利[28]。
- 9月27日、後楽園ホールにて、坂口征夫の持つKO-D無差別級王座へ挑戦するが、敗北[29]。
- 10月7日、DDTドラマティック総選挙2015にて、第9位（333票）で選抜入りを果たす[30]。
- 10月17日（現地時間）、チリのMAX LUCHA LIBRE「Confrontacion6」へ遠征出場。MAX LUCHA LIBRE認定無差別級選手権3WAYマッチに挑戦し、クリミナルに勝利（もう一人は前王者のフィアー）[31]。
- 11月3日、飯伏の頸椎椎間板ヘルニアによる長期欠場により、名古屋大会メインイベント入場時にKO-Dタッグ王座のベルト2本を返上。
- 11月18日、新木場1stRINGにて、佐々木のSUPER CREWの同期である佐藤・久保佑允と共にデビュー10周年記念大会を開催。メインイベントで佐藤とMAX LUCHA LIBRE認定無差別級の防衛戦を行い、勝利[32]。
- 12月8日、新木場1stRINGにて、「ヤス・ウラノ15周年記念興行～ヤス大サーカス2015～」にて、SUPER CREWの同期である久保とMAX LUCHA LIBRE認定無差別級の防衛戦を行い、勝利[33]。

2016年
- 1月16日、横浜大会のメインイベント終了後、負傷欠場中の宮武の首輪を振り回してリングに乱入。3月の両国国技館大会でKO-Dタッグ王座への挑戦を直訴。鶴見亜門GMが1月31日・後楽園ホール大会に新パートナーを連れてくる事を依頼。さらに来日参戦していたキャンディス・レラエにフラれて「情緒不安定じゃないの？」と言われ、首輪でメッタ打ちにして引き揚げた[34]。
- 1月31日、後楽園ホールにて、KO-Dタッグ王座挑戦の新たなペット（パートナー）として、首輪を付けた大きな身体の犬の着ぐるみ“エイドリアン”こと石川修司とタッグを組む事を発表[35]。
- 3月21日、両国国技館にて、石川とKO-Dタッグ王座へ挑戦し、竹下＆遠藤組に勝利[36]。
- 3月26日、新宿FACEにて、ジョーイ・ライアン＆キャンディス組とKO-Dタッグ王座の防衛戦を行い、勝利[37]。
- 3月27日、大阪大会にて、マサ高梨とMAX LUCHA LIBRE認定無差別級とSPW東南アジア選手権のダブル防衛戦を行い、時間切れで引き分け（9度目の防衛）[38]。
- 4月2日（現地時間）、チリにてMAX LUCHA LIBRE認定無差別級の防衛戦を前王者のフィアーと行うも敗北。3か月間で全10回の防衛戦を行った[39]。
- 4月24日、後楽園ホールにて、竹下＆遠藤組とKO-Dタッグ王座の防衛戦（リマッチ）を行い、勝利。その後、メインイベントのKO-D無差別級王座戦を終えたばかりのHARASHIMAに対して、いつでもどこでも挑戦権を行使。変形クロスフェイス・ロックで絞め落とし、同王座を初戴冠。シングル、タッグのKO-D二冠王となった[40]。
- 4月29日、横浜大会にて、さらに新たなペット（パートナー）として、石川“エイドリアン”修司の兄ことマッド・ポーリーが登場する。
- 5月8日、札幌大会にて、坂口征夫とKO-D無差別級王座の防衛戦を行い、勝利[41]。
- 5月15日、名古屋大会にて、ヤス・ウラノ＆彰人組とKO-Dタッグ王座の防衛戦を行い、勝利。
- 5月29日、後楽園ホールにて、竹下とKO-D無差別級王座の防衛戦を行い、敗北。
- 7月3日、博多大会オープニングにて、石川、ポーリーとのユニット名を「DAMNATION」とすると発表。セミファイナルにてKAI＆大家健組とKO-Dタッグ王座の防衛戦を行うも、敗北。
- 7月17日、後楽園ホールにて、KO-D無差別級王座戦で竹下に敗北した遠藤をDAMNATIONへ勧誘し、電撃加入させる。
- 8月2日、酒場プロレスU・S・A日本公演にて、練馬スティングが7ヶ月半ぶりにサプライズ参戦。
- 8月6日、春日部大会にて、佐々木＆ポーリー＆遠藤組で酒呑童子と空座となっているKO-D6人タッグ王座のトーナメント決勝戦を行い、勝利。
- 8月20日、新台湾プロレスへ遠征参戦。Black Hoとタッグ王座に挑戦し、鬥魚＆戰熊組に敗北。
- 9月25日、後楽園ホールにて、佐々木＆遠藤組でKO-Dタッグ王座へ挑戦し、HARASHIMA＆宮本裕向組に敗北。
- 9月29日、DDTドラマティック総選挙2016にて、昨年より200票以上票を伸ばし、第3位（537票）で選抜入り。
- 10月9日、札幌大会にて、佐々木＆遠藤組でKO-Dタッグ王座のリマッチを行い、HARASHIMA＆宮本組に勝利。
- 10月10日、札幌大会にて、佐々木＆ポーリー＆遠藤組でKO-D6人タッグ王座の防衛戦を行い、アントーニオ本多＆竹下＆マイク・ベイリー組に勝利。
- 11月3日、佐久大会にて、佐々木＆遠藤組でKO-Dタッグ王座の防衛戦を行い、KUDO＆坂口組に勝利。
- 12月4日、大阪オクトパスにて、佐々木＆遠藤組でKO-Dタッグ王座の防衛戦を行い、竹下＆ベイリー組に敗北。
- 12月10日、福岡大会にて、佐々木＆ポーリー＆遠藤組でKO-D6人タッグ王座の防衛戦を行い、酒呑童子に敗北。
- 12月25日、後楽園ホールにて、佐々木＆石川＆遠藤組でKO-D6人タッグ王座に挑戦（リマッチ）したが、酒呑童子に敗北。

2017年
- 1月3日、後楽園ホールにて、猛烈に片思い中のキャンディス（既婚・夫はジョニー・ガルガノ）に公開プロポーズ付きのシングルマッチを行い勝利。しかし、キャンディスは佐々木が用意した離婚届も婚姻届も破り捨て、張り手からボールスープレックスを決め、プロポーズを断った。
- 1月29日、後楽園ホールにて、KO-D無差別級王座へ挑戦し、HARASHIMAに敗北。
- 3月20日、さいたまスーパーアリーナにて、DDT EXTREME級王座へ挑戦し、葛西純に勝利。
- 4月14日、主催興行「DAMNATION不法集会」にて、DDT EXTREME級王座の防衛戦を行い、師匠のディック東郷に30分ドローで引き分け（初防衛）。
- 5月21日、札幌大会にて、DDT EXTREME級王座の防衛戦を行い、アントーニオ本多に勝利（2度目の防衛）。
- 7月7日、2日後に控えたDDT EXTREME級王座防衛戦の記者会見中、ジョーイよりアイアンマンヘビーメタル級王座を奪取（第1258王者。しかし、ジョーイがすぐに取り戻した）。
- 7月9日、博多大会にて、DDT EXTREME級王座とアイアンマンヘビーメタル級王座のW王座戦を行い、ジョーイにイスの上への雪崩式ブレーンバスターで両者起き上がれず、10カウントKO（3度目の防衛）。
- 7月23日、後楽園ホールにて、DDT EXTREME王座の防衛戦（リマッチ）を行い、ジョーイをラダー上段からショルダースルーで落とし完全決着。4度目の防衛に成功。
- 8月20日、両国ピーターパン2017にて、DDT EXTREME王座の防衛戦を行い、彰人をミスティカ式クロスオーバー・フェースロックから折りたたみ椅子を巻き込んで絞め落としてギブアップ勝利し、5度目の防衛に成功。カベジェラ・コントラ・カベジェラルールだったため、彰人の長髪を落ち武者の様に切って刈り落とした。
- 9月24日、後楽園ホールにて、自身のDDT EXTREME王座、竹下のKO-D無差別級王座、大家のインディーJr.王座を掛けたトリプルタイトル戦を行い、佐々木が大家をクリップラー・クロスフェースで絞め落としてギブアップ勝利し、6度目の防衛ならびにインディーJr.王座を初戴冠。大家の全財産（71万4,146円）が入った銀行通帳も獲得した。
- 9月27日、DDTドラマティック総選挙2017にて、第4位（470票）で選抜入り。
- 10月4日、成城大会にて、インディーJr.王座戦を行い、勝村周一朗からギブアップ勝利し、初防衛の成功。この勝利により、大家の全財産が入った銀行通帳の印鑑を受け取る。
- 10月11日、ガンバレ☆プロレスの市ヶ谷大会にて、ガンバレ☆ランブルの最終入場者として登場する。ランブル戦を制し、お客さんから募ったカンパを獲得した。大家がキャッシュカードで全財産を銀行から引き出していた事を知り、全財産（現金）を掛けた対戦を要求した。
- 10月14日、横浜大会にて、大家の全財産（現金）を掛けたタッグマッチを行い、クリップラー・クロスフェースで勝利。現金で69万619円を獲得した。
- 10月15日、KAIENTAI DOJOの後楽園ホール大会にて、インディーJr.王座戦を行い、旭志織からギブアップ勝利し、2度目の防衛に成功。
- 10月22日、後楽園ホールにて、DDT EXTREME級王座戦をTLCルールで行い、HARASHIMAにギガラダーからのダイビング・エルボードロップで勝利し、7度目の防衛に成功。
- 11月2日、新木場1stRINGにて、佐々木＆石川＆ポーリー組でKO-D6人タッグ王座に挑戦し、ALL OUT（竹下＆彰人＆ディエゴ）組に敗北。
- 11月11日、所沢大会にて、インディーJr.王座戦を行い、ディエゴからギブアップ勝利し、3度目の防衛に成功。
- 11月23日、後楽園ホールにて、DDT EXTREME級王座戦をノーDQルールで行い、高尾蒼馬からギブアップ勝利し、8度目の防衛に成功。
- 11月26日、ガンバレ☆プロレスの成城大会にて、インディーJr.王座戦を行い、冨永真一郎からギブアップし、4度目の防衛に成功。
- 12月17日、KAIENTAI DOJOの新木場大会にて、インディーJr.王座戦を行い、TAKAみちのくからギブアップ勝利し、5度目の防衛に成功。
- 12月20日、ガンバレ☆プロレスの新木場大会にて、インディーJr.王座戦を行い、大家に敗北。
- 12月24日、後楽園ホールにて、佐々木＆遠藤組でKO-Dタッグ王座戦に挑戦し、ハラシマルフジ（HARASHIMA＆丸藤正道組）に敗北。
- 12月30日、ユニット主催興行「DAMNATION不法集会vol.2」にて、DDT EXTREME級王座戦（「2 out of 3 falls Hardcore Match」という、ハードコアマッチの3本勝負）を行い、宮本に敗北。

2018年
- 4月17日、DDT LIVE！マジ卍 #2にて、DAMNATIONへ新しいペット加入と、他ユニットに裏切り者がいると宣言。
- 5月1日、DDT LIVE！マジ卍 #3にて、新ペット紹介ができないと号泣。遠藤が自身のペットであるアトラスオオカブトの雄と雌を連れてきたが、虫嫌いにより却下した。
- 5月4日、DDT LIVE！マジ卍 #3での右足の怪我（？）により欠場。
- 5月8日、DDT LIVE！マジ卍 #4にて、DAMNATIONのセコンドとして杖をつきながら登場し、セミファイナル終了後に佐々木がHARASHIMAへ攻撃を仕掛けた。高尾がイスを持って助けに入ると思われたが、HARASHIMAへイス攻撃とジントニックを仕掛け、スマイルスカッシュを離脱。DAMNATIONへ電撃加入。
- 6月5日、DDT LIVE マジ卍 #7にて、セミファイナルの6人タッグマッチで急遽復帰。佐々木式ウラカン・ラナで勝利。
- 6月24日、後楽園ホールにて、DDT EXTREME級王座戦に高尾と3WAYマッチで挑戦したが、HARASHIMAに敗退。
- 8月25日、後楽園ホールにて、KING OF DDTトーナメント決勝で同ユニットの遠藤を破り、初優勝。
- 10月21日、両国国技館にて、男色ディーノを破り、KO-D無差別級王座を奪取。

2019年
- 2月2日、東京・板橋区立グリーンホールにて、DAMNATIONとしてKO-D6人タッグ王座に挑戦するも、敗北[42]。
- 3月21日、後楽園ホールにて、佐々木＆高尾組でMAO＆ベイリー組を破り、KO-Dタッグ王座を奪取。
- 4月4日、ニューヨーク州クイーンズ・ラ・ブームにて、竹下を下してKO-D無差別級王座に返り咲きも、直後、遠藤にいつでもどこでも挑戦権を行使され、同タイトルから陥落。

2020年
- 3月20日、後楽園ホールにて、クリス・ブルックスを破り、DDT UNIVERSAL王座を初戴冠。

2021年
- 8月21日、神奈川・富士通スタジアム川崎にて、上野勇希を破り、DDT UNIVERSAL王座を奪取。
- 9月26日、DAMNATIONが解散し、10月3日から「2045年までのベビーフェイスロード」と称して、大鷲透の更正プログラムを受けてベビー佐々木としてフェイスターン。インタビューで先ず記者陣に挨拶してから始めるなど、礼儀正しい所作を見せた。
- 10月12日、後楽園ホールにて、DDT UNIVERSAL王座の防衛戦を行い、木髙イサミを下して初防衛に成功。握手を交え、観客に感謝を伝えるも、直後、ベビーフェイスを卒業。新メンバーのMJポーとDAMNATION T.Aを結成。
- 12月5日、後楽園ホールにて、DDT UNIVERSAL王座の防衛戦を行い、高尾を下して2度目の防衛に成功。
- 12月26日、国立代々木競技場にて、DDT UNIVERSAL王座の防衛戦を行い、高梨を下して3度目の防衛に成功。

2022年
- 1月30日、後楽園ホールにて、DDT UNIVERSAL王座の防衛戦を行い、藤田ミノルを下して4度目の防衛に成功。DAMNATION T.Aへ勧誘すると、藤田はハグで返答し、電撃加入。
- 3月20日、両国国技館にて、DDT UNIVERSAL王座の防衛戦をハードコア3WAYマッチで行い、MAOに敗北（もう一人は葛西）。
- 4月10日、後楽園ホールにて、KO-D6人タッグ王座に挑戦し、フェロモンズに勝利。また、5月1日の横浜大会にて、新メンバーの投入を予告。
- 5月1日、横浜武道館にて、新メンバーにフリーで4月からDDTへ参戦していたKANONを発表。試合後、プロレスリング・ノアの拳王が来場し、高木三四郎にシングルを迫るも、「あんな三流レスラー相手にしないで、DDT最高峰のレスラー・佐々木大輔とシングルマッチはどうだ？」と要求。
- 5月6日、新宿FACEにて、空座となっていたKO-D6人タッグ王座決定トーナメント1回戦を、HARASHIMA＆大鷲＆吉村直巳組から勝利し、突破。
- 5月22日、後楽園ホールにて、KO-D6人タッグ王座決定トーナメント決勝戦で、樋口和貞＆坂口＆岡谷英樹組から勝利し、佐々木＆ポー＆KANON組で同王座を戴冠。
- 6月25日、ラジアントホールにて、クリス＆本多組から勝利。SCHADENFREUDE InternationalがKO-D6人タッグ王座へ挑戦を表明し、佐々木は挑戦取り消しを要求も、本多は「えらいことになるぞ！」と気炎。
- 7月16日、日本ガイシアリーナにて、KO-D6人タッグ王座の防衛戦を行い、SCHADENFREUDE International（クリス＆高梨＆本多）に勝利し、初防衛に成功。
- 8月6日、ラジアントホールにて、EruptionがKO-D6人タッグ王座へ挑戦表明し、藤田が受託。
- 9月4日、名古屋国際会議場にて、KO-D6人タッグ王座の防衛戦を行い、Eruption（坂口＆赤井沙希＆岡谷）に勝利し、2度目の防衛に成功。その後、火野裕士＆大石真翔が挑戦を表明。
- 9月10日、西成区民センターにて、竹下のデビュー10周年記念試合の相手を務める。
- 10月8日、TKPガーデンシティ千葉にて、KO-D6人タッグ王座の防衛戦を行い、火野＆大石＆旭組に敗北。
- 10月12日、後楽園ホールにて、KO-Dタッグ王座へ佐々木＆KANON組で挑戦するも、樋口＆吉村組に敗北。

## タイトル歴
DDTプロレスリング
- KO-D無差別級王座

第57代王者
第68代王者
第70代王者
- KO-Dタッグ王座

第33代王者：佐々木大輔&アントーニオ本多
第52代王者：佐々木大輔&飯伏幸太
第54代王者：佐々木大輔&石川修司
第57代王者：佐々木大輔&遠藤哲哉
第66代王者：佐々木大輔&高尾蒼馬
第77代王者：佐々木大輔&MJポー
- KO-D6人タッグ王座

第2代王者：佐々木大輔&火野裕士＆アントーニオ本多
第9代王者：佐々木大輔&飯伏幸太＆ケニー・オメガ
第26代王者：佐々木大輔&マッド・ポーリー&遠藤哲哉
第45代王者：佐々木大輔&藤田ミノル&MJポー
第46代王者：佐々木大輔&MJポー&KANON
第56代王者：佐々木大輔&MJポー&KANON
第58代王者：佐々木大輔&岡谷英樹&イルシオン
- DDT EXTREME級王座

第39代王者
- DDT UNIVERSAL王座

第2代王者
第5代王者
- アイアンマンヘビーメタル級王座

第862・864・869・995・1258王者
- KING OF DDTトーナメント 2018 優勝

KAIENTAI DOJO
- インディペンデントワールド世界ジュニアヘビー級王座

第25代王者
MAX LUCHA LIBRE
- MAX LUCHA LIBRE認定MAXIMO王座

第15代王者
日本インディー大賞
- ベストバウト（2020年）
- ベストユニット賞（2016年、2017年　DAMNATION）

## 得意技
クロスフェイスロック
師である東郷の得意技で、ロープブレイクを阻止するために回転するムーブも継承している。
クロスオーバー・フェイスロック
最新のフィニッシュ・ホールド。
相手をクロス・フェイス・ロックで捕らえた状態から相手の右腕をコブラツイストのように自らの背中に回し、再び首元を両手でクラッチして絞め上げる変型クロス・フェイス。リング・オブ・サターンと同型。ミスティカ式で行う場合もある。
佐々木式ウラカン・ラナ
佐々木のウラカン・ラナは、側方から捻りを加えて飛び付いて丸め込む。仕掛け方はコルバタに近いものがあるが、決まった形は投げ捨てずにウラカン・ラナ・インベルディダと同型を取るのでコルバタ式ウラカン・ラナとも称される。
 NOW OR NEVER
フィニッシュ・ホールドのひとつ。
ボディ・スラムの体勢で担ぎ上げた相手の首と腰を固定し反転させて決める変形のリバースDDT。技の名前はサムライTV「Sアリーナ」内で公募され、佐々木の好きなドラマ『北の国から '92 巣立ち』での黒板五郎のセリフ「やるなら今しかねぇ！」から命名。
ベトナムドライバーII
佐々木のフィニッシュ・ホールドのひとつ。カナディアンバックブリーカーに担いでのフェイスバスター。リバースのみちのくドライバーIIとも言える。2015年夏のベトナム遠征時に開発された。
ベトナムドライバーIV
ベトナムドライバーIIの形に担いでからNOW OR NEVERの要領で落とす。
ペディグリー
大一番では雪崩式も使用。
ロープに相手を固定してのドロップキック
サードロープに腹ばいにもたれ掛けさせた相手の顔面へ走り込んで、正面飛び式ドロップキックを放つ独特のムーブ。
キークラッシャー
ダイビングエルボードロップ
ダイビングエルボーバット
トペ・スイシーダ（トペ・コン・ヒーロ）
ラグビー部のスピアー

## 入場テーマ曲
- helvetti（Folkeis）※本人曰く入手困難。

## エピソード
- パンクロック好きで、レコードコレクター。小島聡の兄が所属するハードコアパンクバンド鉄アレイの大ファン。80年代のハードコアを中心に、好みは日本→UK→スウェーデン→フィンランド→南米→その他（順不同）と遍歴。2015年12月29日、UKのバンドMotorheadのベーシストだったレミー・キルミスターの死去発表日に開催されたリングドリーム興行での入場の際、彼らの名曲『Ace of Spades』を流してレミーを弔った。
- DDTドラマティック総選挙の公約に、自身の育った街・練馬の活性化のために練馬ジャパンプロレス（NJPW）を旗揚げすると宣言している。2015年度の演説放送では、NJPW旗揚げ戦を2016年夏に練馬区民の水の都（自称）としまえんで開催すると報告したが、としまえんの閉園時点で実現には至らなかった。
- いつでもどこでも挑戦権を非常に多く獲得し、2015年には合計で5個も挑戦権を保持5つすべて手に入れるとギャルのアレを手に入れられると勝手に思い込んでいた。また一度手に入れた挑戦権は長いこと使用せず保持していて、反則負けやリングアウトなどで保っていた。2016年には、挑戦権を行使してKO-D無差別級王座を奪取している。
- プライベートではアントーニオ本多・ワンチューロ・星誕期・マサ高梨と仲が良い。
- デビュー10周年を迎えての目標は、「歩けばモテる飯伏幸太ぐらい、モテたい」。
- 坂口征夫の持つKO-D無差別級に挑戦する際には、「ポルノ式瞑想」「ビーフトレーニング」「宮武打ち」などで特訓をしていた。
- 好きな食べものは苦いもの（しし唐、春菊、ビール）。2016年1月23日、所沢大会での第2試合「フレッシュ有山インフォマーシャルマッチ～フレッシュ有山杯争奪八百屋ランブル」では、生のしし唐を食べながらリングインした。
- メキシコ遠征時のカベジェラ戦に負けて髪を切られ、日本帰国後から髪を伸ばし現在の長髪スタイルとなった。理由はトリプルH、ブレット・ハード、カート・コバーンなど長髪の著名人に憧れたから。

## ドラマ出演
- 時効警察はじめました（2019年11月22日、テレビ朝日） ‐ 丸山真剣 役[44]
- 警視庁ゼロ係〜生活安全課なんでも相談室〜 第5シリーズ（2021年6月4日、テレビ東京） - タランチュラ村田 役